# Мамедкулиев, Ровшан Шахбазович
Ровшан Шахбазович Мамедкулиев (род. 12 мая 1986 в Баку, Азербайджан) — классический гитарист-виртуоз, лауреат престижных всероссийских и международных конкурсов.

## Биография
Ровшан Шахбаз оглы Мамедкулиев родился 12 мая 1986 года в Баку. В 1993 году его семья переехала в Нижний Новгород. Начал учиться игре на классической гитаре в возрасте 11 лет. В детстве несколько месяцев ходил в кружок бардовской песни, в общеобразовательной школе. Позже продолжил обучение, в музыкальной школе.
С отличием окончил Детскую школу искусств № 7 и Музыкальный колледж им. Балакирева в Нижнем Новгороде. В 2009 г. окончил с отличием Нижегородскую консерваторию им. Глинки по классу классической гитары у кандидата искусствоведения, профессора ННГК им. Глинки, лауреата Всероссийского конкурса Алексея Алексеевича Петропавловского. С 2009 года — аспирант и преподаватель каф. народных инструментов Нижегородской консерватории, также преподаёт в Арзамасском музыкальном колледже. В 2013 году окончил аспирантуру при Нижегородской консерватории.
С 2009 по 2014 год являлся преподавателем кафедры народных инструментов Нижегородской консерватории им. Глинки. С 2014 года является доцентом единственной в России кафедры классической гитары в Академии имени Маймонида (Москва).
За высокие достижения в искусстве Ровшан Мамедкулиев отмечен премией Премией Президента РФ (2006), стипендиями губернатора Нижегородской области и мэра Нижнего Новгорода., лауреат более чем 25 международных конкурсов и четвёртый в истории российский победитель одного из самых престижных соревнований исполнителей на классической гитаре — Международного конкурса Guitar Foundation of America (2012).
Ровшаном записан ряд произведений на дисках, в том числе: CD «Con Anima» (2011), CD «Semi-Awake, Semi-Dream» на «Contrastes Records» (2015).
В 2012 году Ровшан дал сольный концерт в Карнеги-Холле — легендарной сцене классической музыки на Манхеттене, где выступали Чайковский, Рахманинов, Мария Каллас, Паваротти, Карузо и Штраус.
Сотрудничает с различными коллективами в качестве солиста, в том числе с оркестром Парижской высшей национальной консерватории музыки и танца, оркестром «Collegium instrumentale», Азербайджанским камерным оркестром им. Караева, Академическим оркестром русских народных инструментов ВГТРК, Государственным симфоническим оркестром Удмуртии, Алтайским государственным оркестром «Сибирь» им. Борисова, Государственным Нижегородским оркестром русских народных инструментов.

## Интересные факты
Ровшан играет на гитаре Manuel Contreras II (Модель «10th Anniversary») и струнах Savarez. Использует кейс CCcases.